# Paso Hua Hum
Le paso Hua Hum ([waˈum]) est un passage routier frontalier situé dans les Andes, entre le Chili et l'Argentine. Il tire son nom du río Hua-hum qui coule de l'Argentine au Chili sur le site du passage frontalier. Même s'il ne traverse pas la ligne continentale de partage des eaux, il permet de franchir les plus hauts sommets de la cordillère.

## Géographie

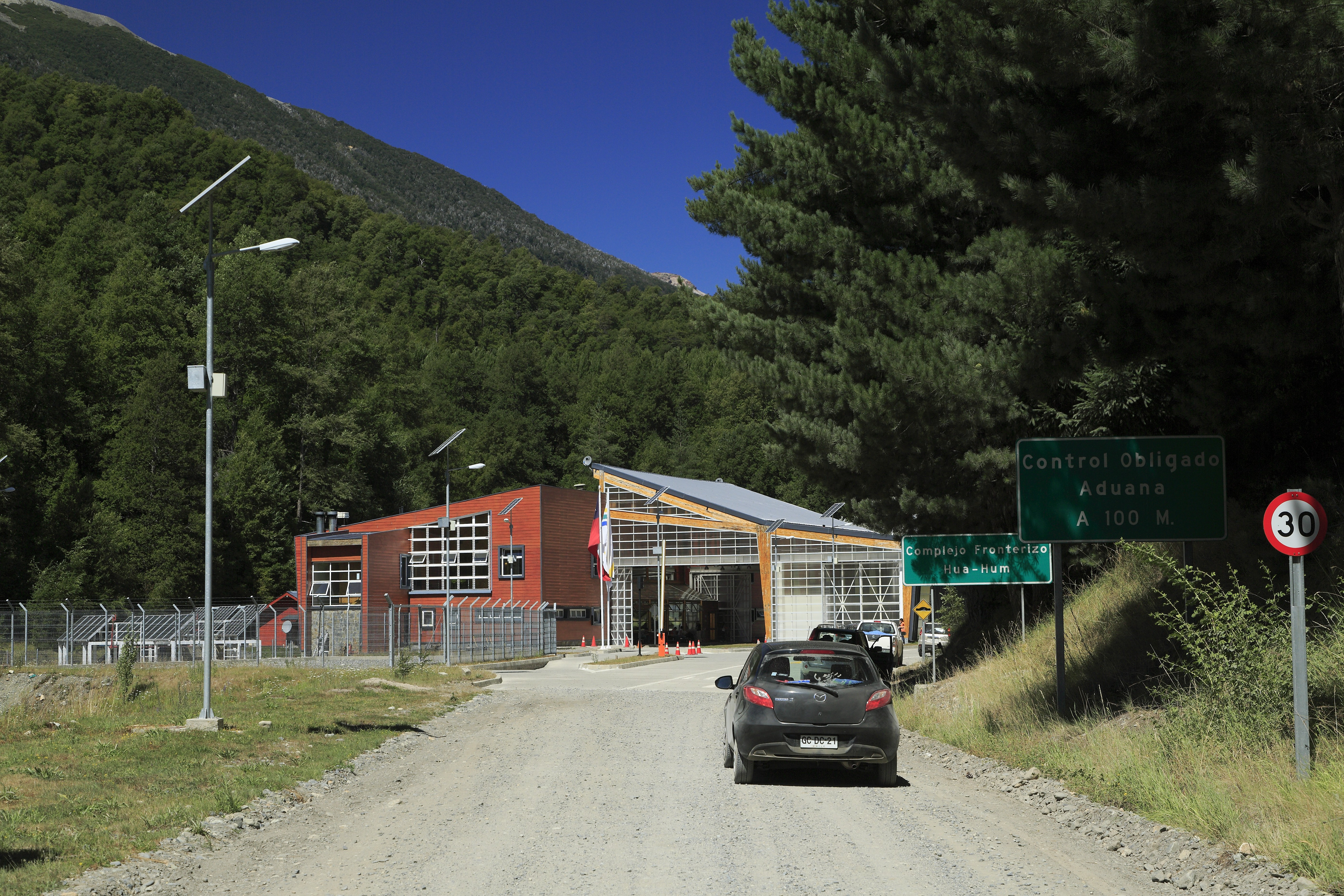
Le poste de douane du paso Hua Hum, côté chilien.

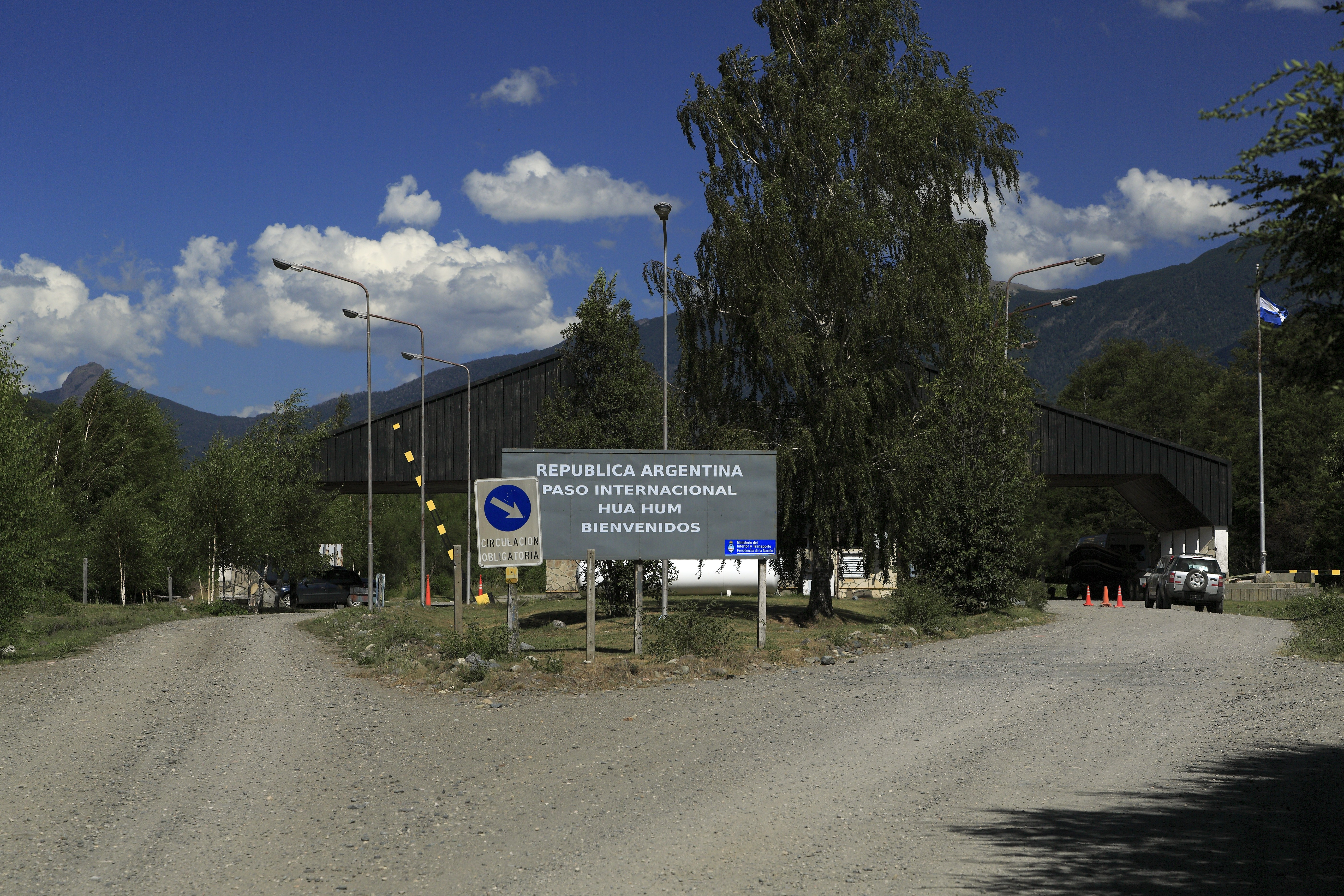
Le poste de douane du paso Hua Hum, côté argentin.

Le paso Hua Hum est l'un des passages les plus bas du sud des Andes à 685 mètres d'altitude, ce qui signifie que contrairement aux autres cols Chili-Argentine à proximité, il n'est jamais fermé à cause de la de neige et est donc ouvert toute l'année. Ce passage frontalier est principalement à usage touristique, car la route chilienne CH-203 est interrompue par le lac Pirihueico, de forme allongée et sinueuse du nord-ouest au sud-est, qu'il est ensuite possible de franchir en ferry à partir de Puerto Fuy (en). Le trajet en ferry dure environ 1 heure 30.
C'est le passage principal de la région chilienne de Los Ríos à la province de Neuquén en Argentine. Les principales villes des deux côtés de la frontière sont Panguipulli au Chili et San Martín de los Andes (à 45 km en Argentine).